# 埃姆
埃姆（法語：Hem，法語發音：[ɛm]）是法国上法蘭西大區北部省的一个市镇，属于里尔区和里尔欧洲都会区。

## 地理
埃姆（50°39'19"N, 3°11'16"E）面积9.65 平方千米，位于法国上法蘭西大區北部省，该省份为法国最北部的省份及最长的省份，西北濒北海，西接加来海峡省，南至埃纳省和索姆省，东与比利时接壤。
与埃姆接壤的市镇（或旧市镇、城区）包括：图夫莱尔斯、阿斯克新城、克鲁瓦、马克河畔福雷、拉努瓦、利斯莱拉努瓦、鲁贝、萨伊莱拉努瓦。
埃姆的时区为UTC+01:00、UTC+02:00（夏令时）。

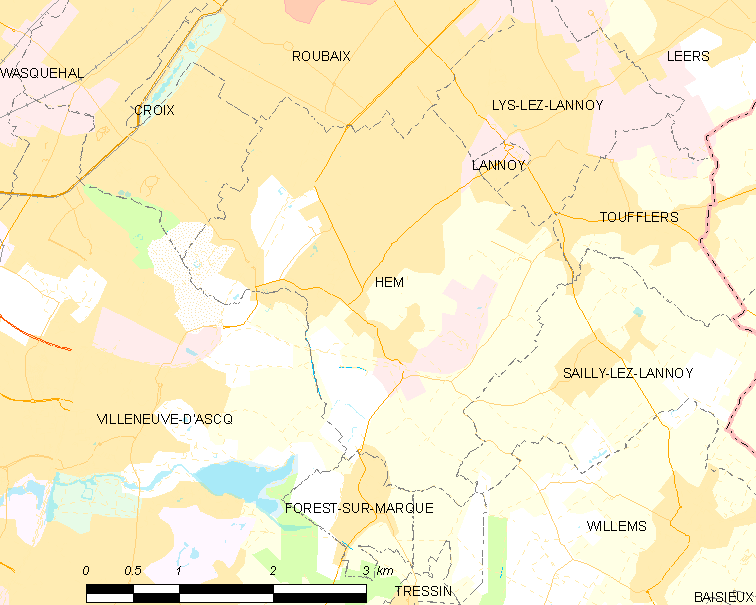
埃姆的OSM定位图

## 行政
埃姆的邮政编码为59510，INSEE市镇编码为59299。

## 政治
埃姆所属的省级选区为克鲁瓦县。

## 人口

1962-2008年间埃姆人口变化图示

埃姆于2022年1月1日时的人口数量为18579人。